# Johann Ernst Gotzkowsky
Johann Ernst Gotzkowsky (21 de novembro de 1710 - 9 de agosto de 1775) foi um comerciante prussiano com um comércio bem-sucedido de bugigangas, seda, porcelana, grãos e letras de câmbio. Além disso, atuou como diplomata e importante negociante de arte. Suas pinturas formaram a base e o início da coleção do Museu Hermitage. Gotzkowsky morreu empobrecido e deixou uma autobiografia: Geschichte eines patriotischen Kaufmanns (1768), que foi traduzida para o francês e reimpressa três vezes no século XVIII.

## Negociação de arte
Gotzkowsky em 10 de dezembro de 1763 se comprometeu a entregar mais de 317 pinturas à coroa russa. Havia 225 pinturas, as pinturas e o preço de compra são conhecidos. As pinturas chegaram no ano seguinte de navio de Stettin. Mestres flamengos e holandeses como Rembrandt (13 peças), Rubens (11 peças), Jacob Jordaens (7 peças), Antoon van Dyck (5 peças), Paolo Veronese (5 peças), Hendrick Goltzius , Frans Hals (3 peças), Rafael (2 peças), Hans Holbein o Velho (2 peças), Ticiano (1 peça), Jan Steen, Dirck van Baburen, Hendrick van Balen e Gerrit van Honthorst formam a base e o início da coleção no Hermitage.
Em 1764, James Boswell veio visitar Gotzkowsky. Em 1765, ele vendeu várias obras-primas para Frederico, o Grande. Em 1767, Gotzkowsky faliu pela segunda vez.
O desapontado Gotzkowsky morreu empobrecido, deixando para trás uma longa carta: Geschichte eines patriotischen Kaufmanns, que teve três reimpressões no século XVIII.